# ژان-پیر بمبا
ژان-پیر بمبا (فرانسوی: Jean-Pierre Bemba‎؛ زادهٔ ۴ نوامبر ۱۹۶۲) سیاستمدار اهل جمهوری دموکراتیک کنگو است.
او یکی از چهار معاون رئیس‌جمهور در دولت انتقالی جمهوری دموکراتیک کنگو از ۱۷ ژوئیه ۲۰۰۳ تا دسامبر ۲۰۰۶ بود. بمبا در انتخابات عمومی کنگو نامزد شد اما با ۴۱٫۹۵ درصد نتوانست به ریاست جمهوری برسد و از ژوزف کابیلا شکست خورد.